# Agropyron fragile
Espèce
Agropyron fragile (agropyre de Sibérie) est une espèce de plantes monocotylédones de la famille des Poaceae, originaire d'Eurasie.

## Synonymes
- Agropyron cristatum subsp. fragile (Roth) Á. Löve,
- Agropyron cristatum var. fragile (Roth) Dorn,
- Agropyron fragile subsp. sibiricum (Willdenow) Melderis,
- Agropyron fragile var. sibiricum (Willdenow) Tzvelev,
- Agropyron mongolicum Keng,
- Agropyron sibiricum (Willdenow) P. Beauvois[2]

## Liste des sous-espèces et variétés
Selon Tropicos (1 juillet 2016) (Attention liste brute contenant possiblement des synonymes) :
- sous-espèce Agropyron fragile subsp. fragile
- sous-espèce Agropyron fragile subsp. sibiricum (Willd.) Melderis
- variété Agropyron fragile var. longe-aristatum Ataeva
- variété Agropyron fragile var. sibiricum (Willd.) Tzvelev